# Mezistátní utkání české hokejové reprezentace v sezóně 1993/1994
Mezistátních utkání české hokejové reprezentace v sezóně 1993/1994 bylo celkem 27 s bilancí 13 vítězství, 4 remízy a 10 porážek. 2 utkání odehrála reprezentace na Deutschland Cupu 1993, 4 utkání na Ceně Izvestijí 1993, 3 na Švédských hokejových hrách 1994 a 8 na Zimních olympijských hrách 1994. Následovaly 2 přátelské zapasy s Německem a 2 přátelské zápasy se Švédskem a pak 6 zápasů na Mistrovství světa 1994.

## Přehled mezistátních zápasů
| Pořadí | Datum        |       | Výsledek                      | Soupeř    | Soutěž                          | Místo utkání     |
| ------ | ------------ | ----- | ----------------------------- | --------- | ------------------------------- | ---------------- |
| 1182.  | 4. 11. 1993  | Česko | 0 : 1 (0:1, 0:0, 0:0)         | Finsko    | Deutschland Cup 1993            | Pforzheim        |
| 1183.  | 5. 11. 1993  | Česko | 7 : 2 (3:0, 4:1, 0:1)         | Švýcarsko | Deutschland Cup 1993            | Stuttgart        |
| 1184.  | 15. 12. 1993 | Česko | 6 : 0 (2:0, 3:0, 1:0)         | Norsko    | Cena Izvestijí 1993             | Moskva           |
| 1185.  | 17. 12. 1993 | Česko | 3 : 3 (1:1, 1:0, 1:2)         | Finsko    | Cena Izvestijí 1993             | Moskva           |
| 1186.  | 19. 12. 1993 | Česko | 1 : 1 (1:0, 0:0, 0:1)         | Rusko     | Cena Izvestijí 1993             | Moskva           |
| 1187.  | 20. 12. 1993 | Česko | 4 : 9 (0:3, 1:1, 3:5)         | USA       | Cena Izvestijí 1993             | Moskva           |
| 1188.  | 3. 2. 1994   | Česko | 5 : 0 (2:0, 0:0, 3:0)         | Rusko     | Švédské hokejové hry 1994       | Stockholm        |
| 1189.  | 4. 2. 1994   | Česko | 2 : 1 (1:0, 1:1, 0:0)         | Švédsko   | Švédské hokejové hry 1994       | Stockholm        |
| 1190.  | 6. 2. 1994   | Česko | 5 : 1 (2:0, 2:0, 1:1)         | Kanada    | Švédské hokejové hry 1994       | Stockholm        |
| 1191.  | 12. 2. 1994  | Česko | 1 : 3 (1:2, 0:1, 0:0)         | Finsko    | Zimní olympijské hry 1994 (ZS)  | Lillehammer      |
| 1192.  | 14. 2. 1994  | Česko | 7 : 3 (2:2, 4:1, 1:0)         | Rakousko  | Zimní olympijské hry 1994 (ZS)  | Gjøvik           |
| 1193.  | 16. 2. 1994  | Česko | 1 : 0 (0:0, 0:0, 1:0)         | Německo   | Zimní olympijské hry 1994 (ZS)  | Gjøvik           |
| 1194.  | 18. 2. 1994  | Česko | 4 : 1 (3:0, 0:0, 1:1)         | Norsko    | Zimní olympijské hry 1994 (ZS)  | Lillehammer      |
| 1195.  | 20. 2. 1994  | Česko | 3 : 4 (2:2, 0:2, 1:0)         | Rusko     | Zimní olympijské hry 1994 (ZS)  | Lillehammer      |
| 1196.  | 23. 2. 1994  | Česko | 2 : 3pp (1:0, 1:1, 0:1 - 0:1) | Kanada    | Zimní olympijské hry 1994 (ČTF) | Gjøvik           |
| 1197.  | 24. 2. 1994  | Česko | 5 : 3 (3:2, 1:0, 1:1)         | USA       | Zimní olympijské hry 1994 (OUM) | Gjøvik           |
| 1198.  | 26. 2. 1994  | Česko | 7 : 1 (4:1, 1:0, 2:0)         | Slovensko | Zimní olympijské hry 1994 (O5M) | Gjøvik           |
| 1199.  | 16. 4. 1994  | Česko | 0 : 3 (0:1, 0:2, 0:0)         | Německo   | přátelsky                       | Augsburg         |
| 1200.  | 17. 4. 1994  | Česko | 3 : 2 (0:1, 3:0, 0:1)         | Německo   | přátelsky                       | Saská Kamenice   |
| 1201.  | 21. 4. 1994  | Česko | 1 : 3 (1:1, 0:0, 0:2)         | Švédsko   | přátelsky                       | Mariánské Lázně  |
| 1202.  | 22. 4. 1994  | Česko | 4 : 3 (2:2, 0:0, 2:1)         | Švédsko   | přátelsky                       | České Budějovice |
| 1203.  | 25. 4. 1994  | Česko | 4 : 4 (0:1, 3:1, 1:2)         | Finsko    | Mistrovství světa 1994 (ZS)     | Canazei          |
| 1204.  | 26. 4. 1994  | Česko | 5 : 2 (1:1, 2:1, 2:0)         | Francie   | Mistrovství světa 1994 (ZS)     | Canazei          |
| 1205.  | 28. 4. 1994  | Česko | 3 : 5 (1:3, 1:0, 1:2)         | USA       | Mistrovství světa 1994 (ZS)     | Canazei          |
| 1206.  | 30. 4. 1994  | Česko | 2 : 2 (0:0, 1:1, 1:1)         | Norsko    | Mistrovství světa 1994 (ZS)     | Canazei          |
| 1207.  | 2. 5. 1994   | Česko | 1 : 4 (1:2, 0:2, 0:0)         | Švédsko   | Mistrovství světa 1994 (ZS)     | Canazei          |
| 1208.  | 5. 5. 1994   | Česko | 2 : 3 (1:1, 1:1, 0:1)         | Kanada    | Mistrovství světa 1994 (ČTF)    | Milán            |

## Bilance sezóny 1993/94
| Soupeř    | Zápasy | Výhry | Remízy | Prohry | Skóre |
| --------- | ------ | ----- | ------ | ------ | ----- |
| Finsko    | 4      | 0     | 2      | 2      | 8:11  |
| Francie   | 1      | 1     | 0      | 0      | 5:2   |
| Kanada    | 3      | 1     | 0      | 2      | 9:7   |
| Německo   | 3      | 2     | 0      | 1      | 4:5   |
| Norsko    | 3      | 2     | 1      | 0      | 12:3  |
| Rakousko  | 1      | 1     | 0      | 0      | 7:3   |
| Rusko     | 3      | 1     | 1      | 1      | 9:5   |
| Slovensko | 1      | 1     | 0      | 0      | 7:1   |
| Švédsko   | 4      | 2     | 0      | 2      | 8:11  |
| Švýcarsko | 1      | 1     | 0      | 0      | 7:2   |
| USA       | 3      | 1     | 0      | 2      | 12:17 |
| Celkem    | 27     | 13    | 4      | 10     | 88:67 |

## Přátelské mezistátní zápasy
Česko -  Německo 0:3 (0:1, 0:2, 0:0)
16. dubna 1994 - Augsburg

Branky Česko: nikdo

Branky Německa: 7. Evtushevski, 25. Kummer, 37. Reichel.

Rozhodčí: Ingmann (FIN) – Schimm, Trainer (GER)

Vyloučení: 7:7

Diváků: 2 600
Česko: Petr Bříza – Bedřich Ščerban, Miloš Holaň, Stanislav Mečiar, Petr Tejkl, Jan Kruliš, František Kaberle – Pavel Geffert, Roman Horák, Tomáš Kapusta – Richard Žemlička, Pavel Patera, Kamil Kašťák – Tomáš Sršeň, Jiří Dopita, Jiří Doležal – Král, Martin Smeták.
Německo: Merk – Mayr, Lüdemann, Niederberger, Kienass, Lehner, Mayer, Mende, Gulda – Stefan, Brandl, Kumman – Köpf, Boehm, Handrick – Kehle, Reichel, Benda – Evtushevski, Abstreiter, Schinko.

 Česko -  Německo 3:2 (0:1, 3:0, 0:1)
17. dubna 1994 - Chemnitz

Branky Česko: 24. Stanislav Mečiar, 34. Miloš Holaň, 39. Pavel Geffert

Branky Německa: 9. Stefan, 54. Mayer.

Rozhodčí: Ingmann (FIN) – Schimm, Trainer (GER)

Vyloučení: 7:3 (1:0, 1:0)

Diváků: 4 100
Česko: Petr Bříza – Bedřich Ščerban, Miloš Holaň, Stanislav Mečiar, Petr Tejkl, František Kaberle, Jiří Vykoukal, Jan Kruliš – Tomáš Sršeň,  Jiří Dopita, Kamil Kašťák – Pavel Geffert, Roman Horák, Tomáš Kapusta – Richard Žemlička, Pavel Patera, Jiří Doležal – Král, Martin Smeták.
Německo: Heiss – Mayr, Lüdemann, Mende, Kienass, Lehner, Bresagk, Mayer, Gulda – Stefan, Brand, Pyka – Köpf, Boehm, Handrick – Kehle, Reichel, Benda – Evtushevski, Abstreiter, Schinko – M. Rumrich.

 Česko -  Švédsko 1:3 (1:1, 0:0, 0:2)
21. dubna 1994 - Mariánské Lázně

Branky Česko: 6. Miloš Holaň

Branky Švédska: 17. M. Johansson, 43. Dackell, 46. J. Jönsson.

Rozhodčí: Lichtnecker (GER) – Český, Barvíř (CZE)

Vyloučení: 6:5

Diváků: 2 500
Česko: Petr Bříza – Drahomír Kadlec, Miloš Holaň, Bedřich Ščerban, František Kučera, Stanislav Mečiar, Roman Hamrlík – Král, Jiří Kučera, Jiří Doležal – Tomáš Sršeň, Jiří Dopita, Kamil Kašťák – Richard Žemlička, Josef Beránek, Martin Ručinský – Martin Smeták, Roman Horák, Tomáš Kapusta.
Švédsko: Nordström – R. Johansson, K. Jönsson, Sjödin, Stillman, Rohlin, P. Andersson – Juhlin, Berglund, Hansson – Sundin, Larsson, Forslund – Dackell, M. Johansson, Carnbäck – Bergqvist, Örnskog, M. Andersson.

 Česko -  Švédsko 4:3 (2:2, 0:0, 2:1)
22. dubna 1994 - České Budějovice

Branky Česko: 2. Tomáš Sršeň, 14. Jiří Kučera, 46. Kamil Kašťák, 52. Richard Žemlička

Branky Švédska: 3. Dackell, 9. Forslund, 54. Örnskog.

Rozhodčí: Lichtnecker (GER) – Český, Barvíř (CZE)

Vyloučení: 6:3 + Hansson na 5 min.

Diváků: 4 500
Česko: Roman Turek – Drahomír Kadlec, Miloš Holaň, Bedřich Ščerban, František Kučera, Stanislav Mečiar, Roman Hamrlík – Král, Jiří Kučera, Jiří Doležal – Tomáš Sršeň, Jiří Dopita, Kamil Kašťák – Richard Žemlička, Josef Beránek, Pavel Geffert – Martin Smeták, Roman Horák, Tomáš Kapusta.
Švédsko: Nordström (41. Salo) – R. Johansson, K. Jönsson, Sjödin, Stillman, Rohlin, P. Andersson – Forslund, J. Jönsson, Sundin – Bergqvist, M. Johansson, Carnbäck – Dackell, Larsson, M. Andersson – Juhlin, Berglund, Hansson – Örnskog.